# Punk Statik Paranoia
Punk Statik Paranoia è il terzo album in studio del gruppo alternative metal statunitense Orgy, pubblicato nel 2004.

## Tracce
1. Beautiful Disgrace – 4:13
2. Vague – 4:52
3. Ashamed – 4:03
4. Make Up Your Mind – 4:00
5. Leave Me Out – 3:53
6. The Obvious – 4:12
7. Inside My Head – 4:16
8. Pure – 3:47
9. Can't Take This – 4:15